# 595
595(오백구십오)는 594보다 크고 596보다 작은 자연수다.

## 수학
- 합성수로, 그 약수는 1, 5, 7, 17, 35, 85, 119, 595다. 진약수의 합은 269이므로, 595는 부족수다.
- 71번째 쐐기수다. 앞의 쐐기수는 590, 다음 쐐기수는 598이다.
  - 19번째 홀수 쐐기수다. 앞의 홀수 쐐기수는 561, 다음은 609다.
- 34번째 삼각수다. 앞의 삼각수는 561, 다음 삼각수는 630이다.
- 10번째 십오각수다. 앞의 십오각수는 477, 다음은 726이다.
- 7번째 삼십각수다. 앞의 삼십각수는 426, 다음은 792이다.
- 회문수다.
- {\displaystyle 595=6^{2}+7^{2}+8^{2}+9^{2}+10^{2}+11^{2}+12^{2}}
  - 연속하는 자연수 7개의 제곱합으로 나타낼 수 있으며, 이 성질을 지닌 앞의 수는 476, 다음 수는 728이다.
- {\displaystyle 69^{2}-1}은 595로 나누어떨어진다.

## 과학
- NGC 595(영어판): 삼각형자리 은하.
- 595 폴리크세나(영어판): 소행성.

## 교통
- 고속도로
  - 주간고속도로 제595호선(영어판): 미국의 주간고속도로.
- 기타 도로
  - 595번 지방도: 충청북도 단양군 가곡면에서 강원특별자치도 영월군 김삿갓면까지 이어지는 대한민국의 지방도.
  - 595번 홋카이도도(일본어판)

## 군사
- U-595(영어판, 독일어판): 제2차 세계 대전에 사용된 나치 독일의 군용 잠수함.

## 문화유산
- 대한민국의 보물 제595호: 자수 초충도 병풍

## 작품
- 《595(영어판)》: 미국의 밴드 카라테(영어판)의 라이브 음반. 2007년 10월 8일 출시.

## 기타
- 연도: 595년, 기원전 595년